# Teufelsbrücke (Egg)

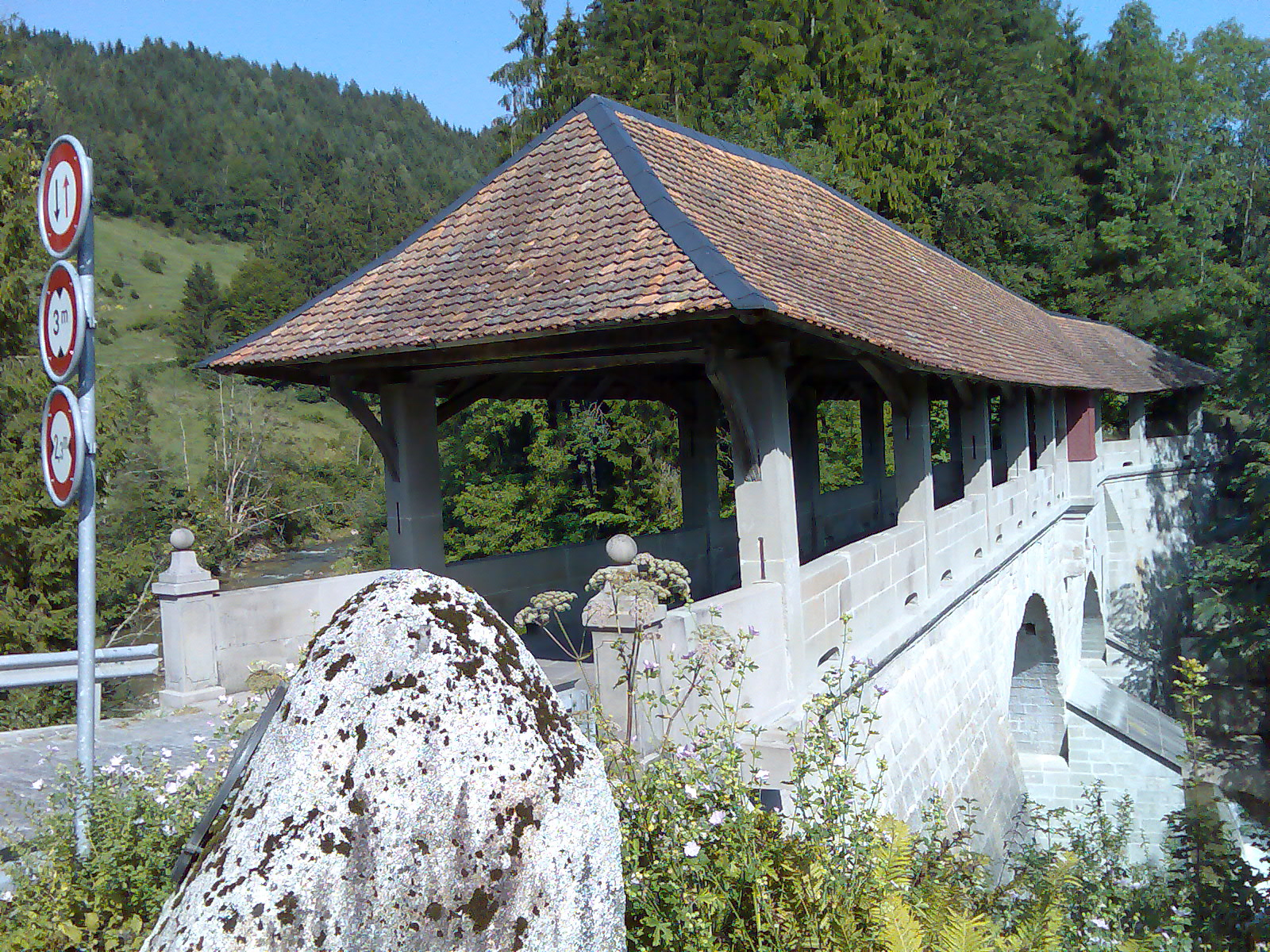
Blick aus Südwesten auf die Teufelsbrücke bei Egg

Die Teufelsbrücke (Dialekt: Tüfelsbrugg) ist eine historische, als Bogenbrücke konstruierte Straßenbrücke, die im Viertel Egg der Gemeinde Einsiedeln im Schweizer Kanton Schwyz über die Sihl führt.
Sie verbindet Einsiedeln mit dem Etzelpass und ist Bestandteil des Jakobswegs, der zwischen Konstanz und Einsiedeln auch Schwabenweg genannt wird.
Die erste Brücke wurde von Abt Gero von Frohburg 1117 erbaut. 1517 erfolgte der Bau der ersten steinernen Brücke. Im 17. Jahrhundert wurde diese durch einen bedachten Neubau ersetzt, der 1794 durch Bruder Jakob Natter verstärkt und zugleich mit einer von Johann Baptist Babel geschaffenen Kapellennische für den heiligen Nepomuk ergänzt wurde.
Restaurierungen wurden in den Jahren 1833 und 1908 vorgenommen. Im Jahre 1984 wurde die Teufelsbrücke vom Bezirk Einsiedeln übernommen.
Von 1987 bis 1992 wurde sie erneut restauriert und unter eidgenössischen und kantonalen Denkmalschutz gestellt.

## Varia
Der Gelehrte Paracelsus wurde 1493 direkt neben der Teufelsbrücke geboren. Die Brücke ist für den Verkehr mit PKW zugelassen.    

## Galerie

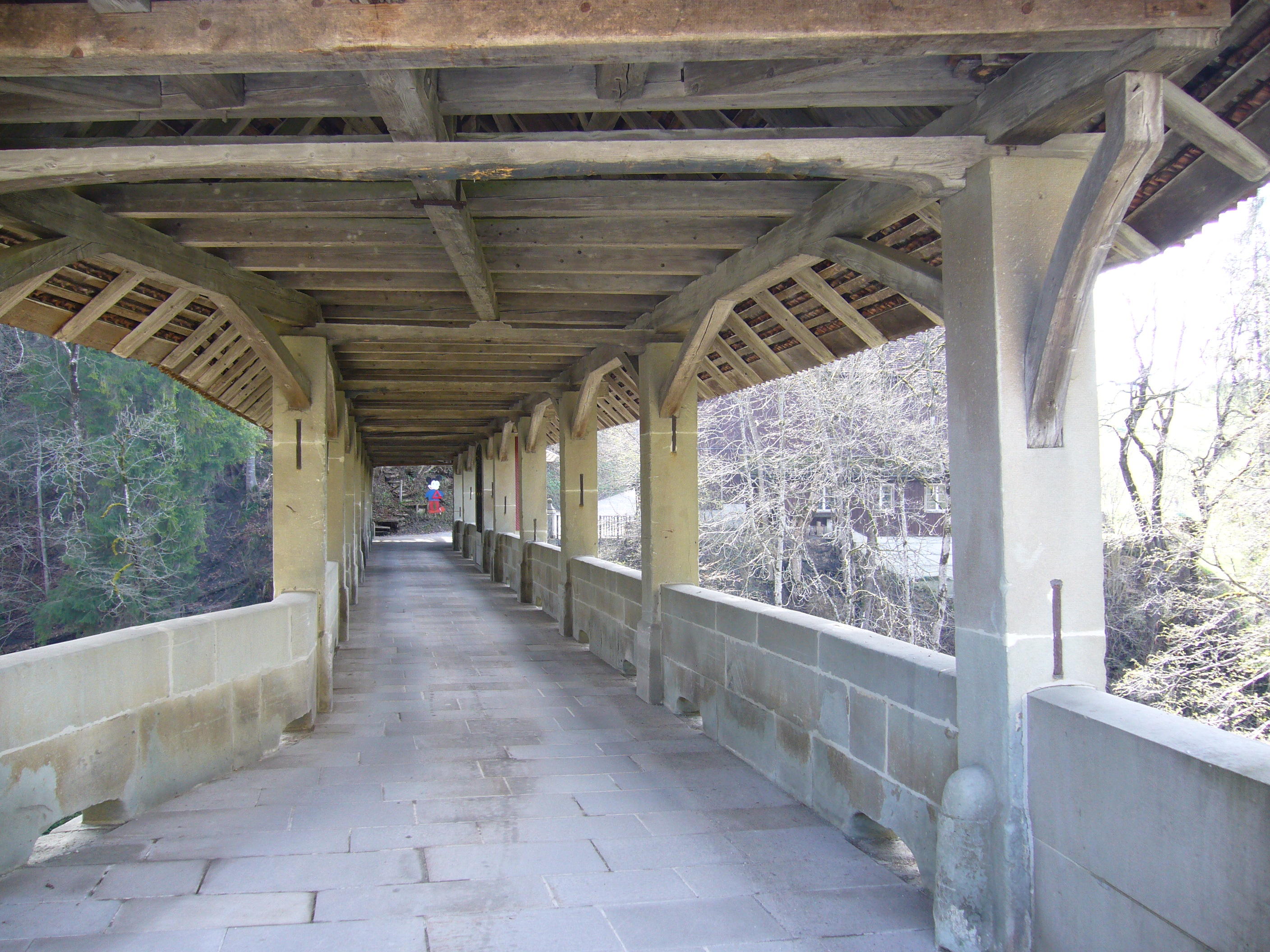
Teufelsbrücke bei Egg
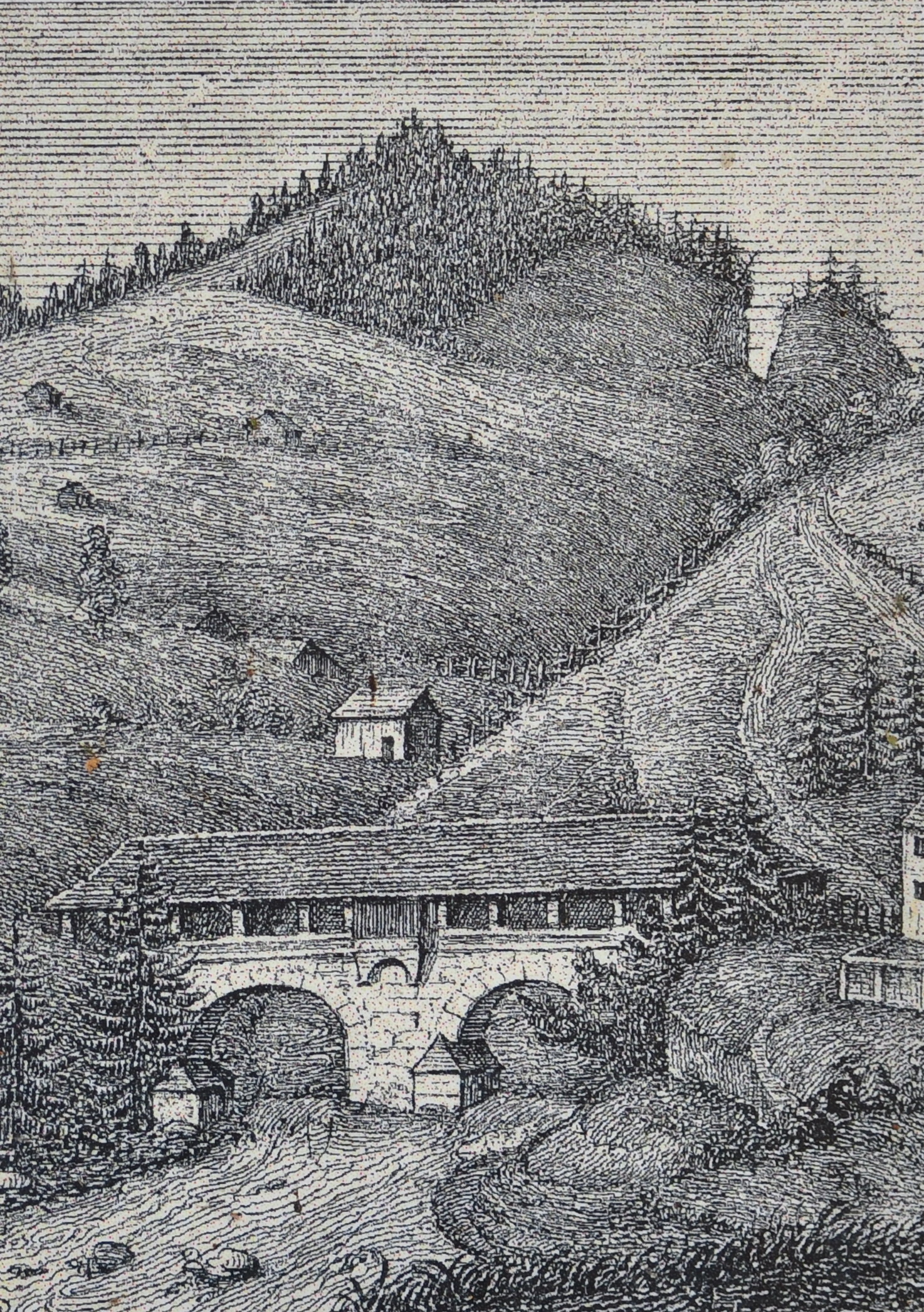
Holzstich der Teufelsbrücke mit Etzelpass und Etzel im Hintergrund
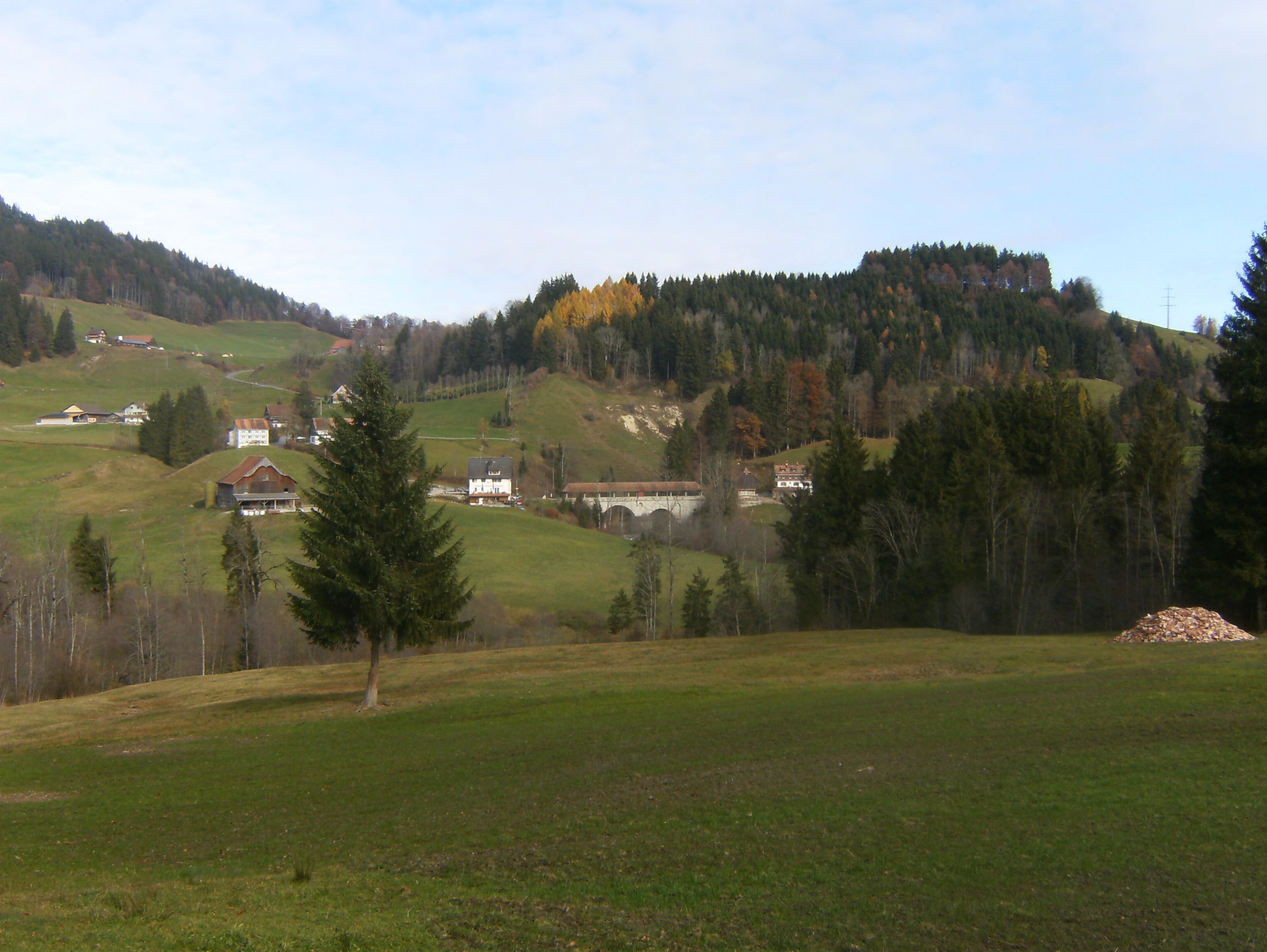
Etzelpass mit Teufelsbrücke im Herbst
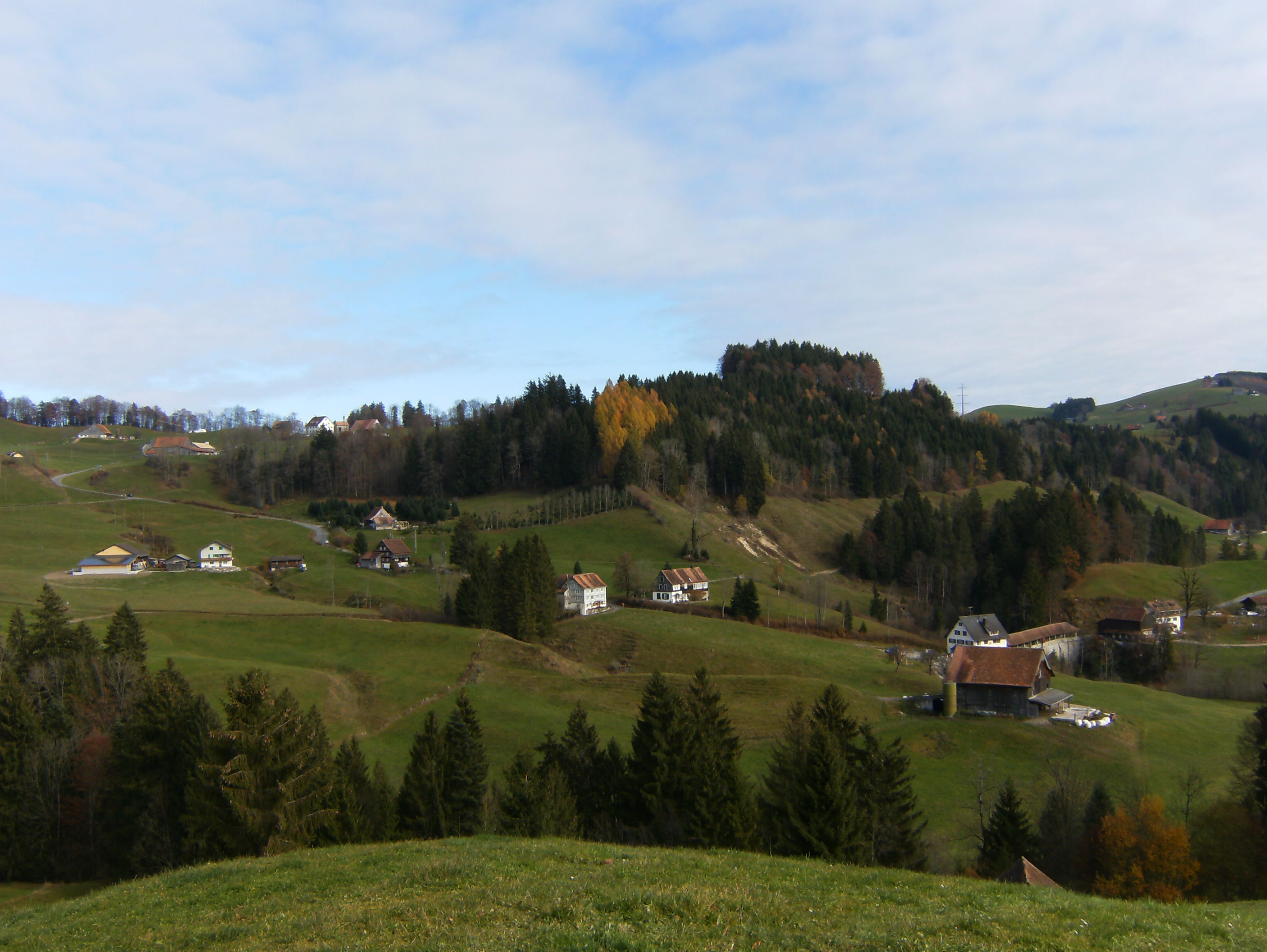
Etzelpass mit Teufelsbrücke im Herbst
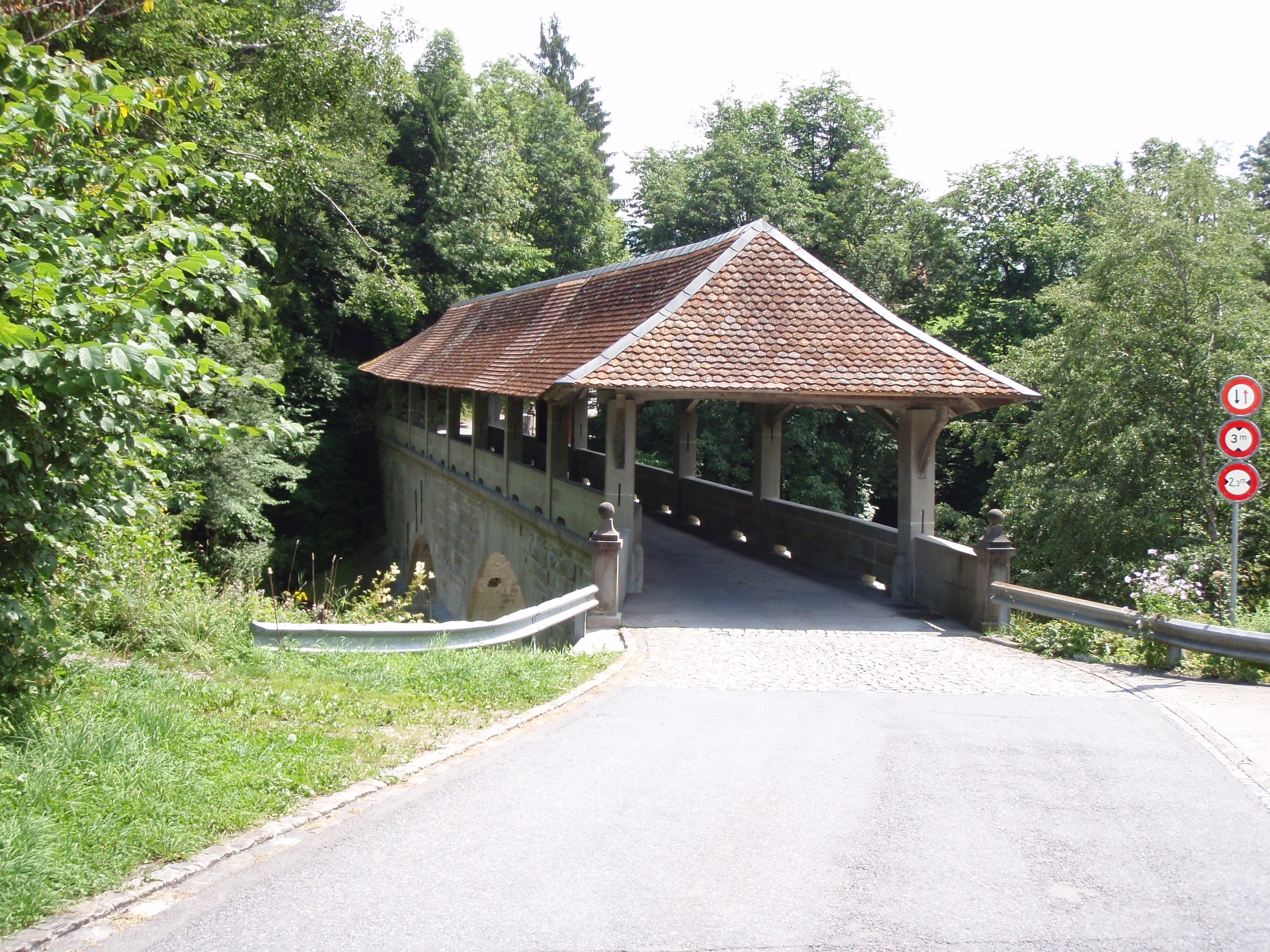
Ansicht der bedachten Teufelsbrücke
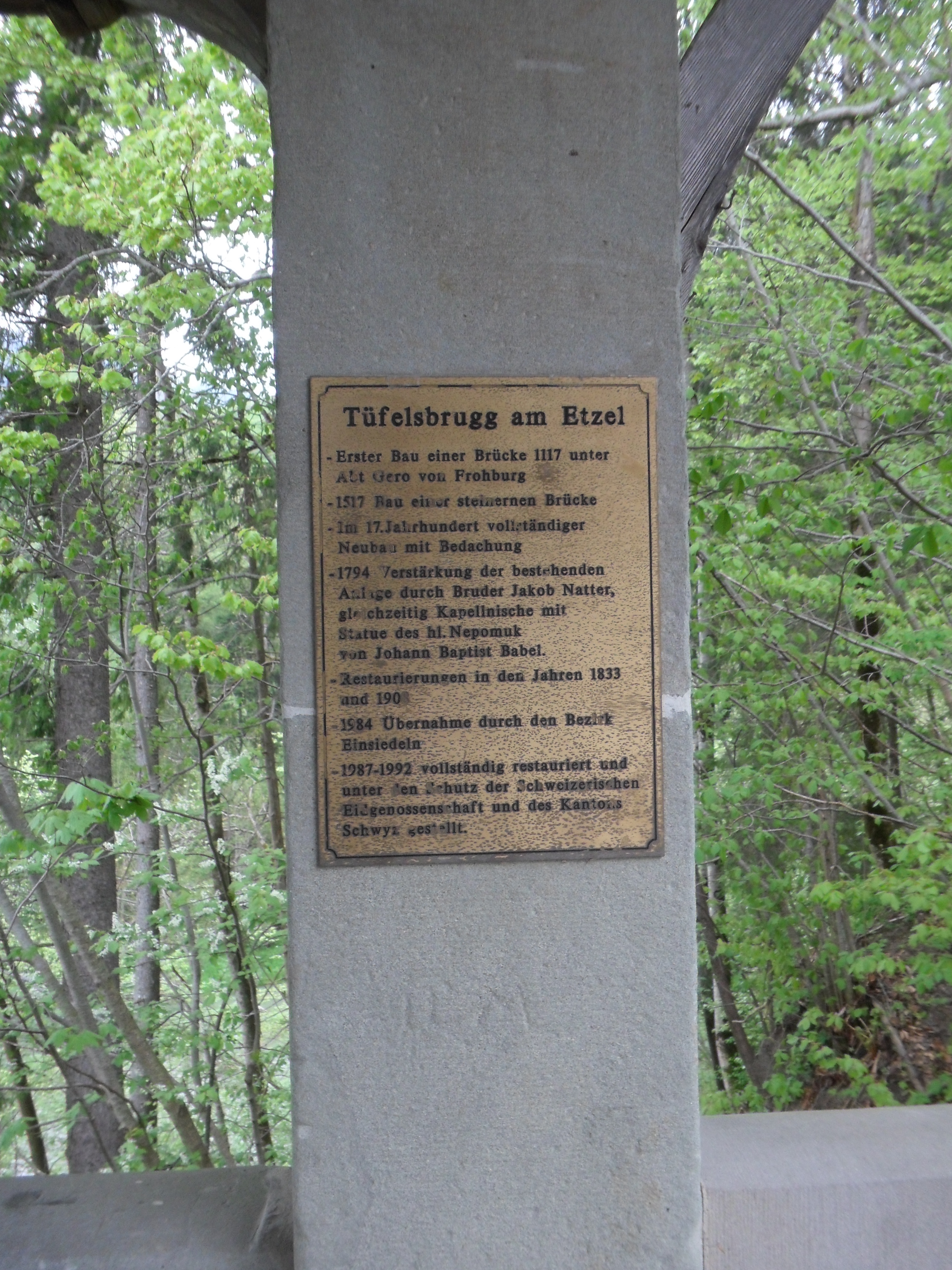
Tafel mit Historie am südöstlichen Ende der Teufelsbrücke